# Lac Levasseur
Lac Levasseur är en sjö i Kanada.   Den ligger i regionen Mauricie och provinsen Québec, i den sydöstra delen av landet, 400 km norr om huvudstaden Ottawa. Lac Levasseur ligger 400 meter över havet. Arean är 11,7 kvadratkilometer. Den sträcker sig 11,5 kilometer i nord-sydlig riktning, och 4,9 kilometer i öst-västlig riktning.
I omgivningarna runt Lac Levasseur växer i huvudsak blandskog. Trakten runt Lac Levasseur är nära nog obefolkad, med mindre än två invånare per kvadratkilometer.